# Prien (Fluss)
Die Prien ist ein Fluss überwiegend im bayerischen Landkreis Rosenheim und einer der längsten Wildbäche im bayerischen Alpenraum.

## Name
Die Prien wurde um das Jahr 1130 („iuxta Briennam riuolum“) erstmals schriftlich erwähnt. Der Name leitet sich vermutlich von der keltischen Bezeichnung für den Fluss ab (Brigenna = „die aus den Bergen Kommende“). Der Fluss ist namensgebend für Prien am Chiemsee geworden.

## Geographie

### Verlauf
Die Prien entspringt südlich des Spitzsteins auf knapp 1149 m ü. NN bei der Goglalm der Gemeinde Erl im Tiroler Bezirk Kufstein dicht an der Grenze zu Bayern. Nur ein vergleichsweise kleiner Teil des Einzugsgebietes und des Laufs liegt auf österreichischer Seite der Grenze.
Das Gewässer fließt zunächst bis zum Kirchdorf Sachrang der bayerischen Gemeinde Aschau im Chiemgau. Von dort verläuft es durch ein flachgründiges Bergtal neben der ST 2093 nordnordostwärts. Nach Aschau selbst weitet sich das Tal und die Bergzüge rechts und links enden. Die Prien macht ab hier einen Schlenker nach Nordwesten bis nahe Frasdorf, wo die A 8 den Fluss quert, der danach wieder in nordnordöstlicher Richtung zieht, nunmehr in Talmäandern durch eine kleinhügelige Landschaft.
Nachdem er den größten Ort an seinen Ufern, den Markt Prien am Chiemsee, durchquert hat, knickt er zuallerletzt nach Osten ab und mündet östlich des Hauptortes der Gemeinde Rimsting beim Bad in die „Schafwaschener Bucht“ des Chiemsees.
Die Prien ist nach der Tiroler Achen der zweitgrößte Zufluss des Chiemsees.

### Zuflüsse

Flussbett der Prien bei Sachrang im „Rekordsommer“ 2003

Vom Ursprung bis zur Mündung in den Chiemsee. Auswahl.
- Talgraben (rechts), bei Aschau im Chiemgau-Berg, 4,1 km und 4,9 km²
- Schwarzenbach (links), bei Aschau-Huben
- Schachner Graben (rechts), kurz vor dem nächsten
- Kohlstätter Bach (links), bei Aschau-Innerwald
- Niedersberg-Graben (links), am Ortsanfang von Aschau-Grattenbach
- Grattenbach (rechts), in Grattenbach
- Weißenbach oder Klausenbach (links), am Ortsende von Grattenbach
- Wildgraben (links), vor Aschau-Stein
- Oberbach (links), gegenüber von Aschau-Hainbach
- Klausgraben (links), bei Hainbach, 3,7 km und 4,4 km²
- Schoßbach (links), bei Aschau-Schloßrinn
- Floderbach (links), bei Aschau-Einfang
- Wasserthalgraben (rechts), in Aschau-Bach
- Steinbach (links), in Aschau-Hammerbach
- Zellgraben (links), in Aschau-Weidachwies
- Beerbach (rechts), bei Aschau-Hohenaschach
- Fuchsluger Bach (rechts), am Ortsanfang von Aschau-Aufham
- Lochgraben (rechts), in Aufham, 4,3 km und 3,6 km²
- Hammerbach (links), in Aschau selbst; quert zuvor den vorgenannten Zellgraben
- Schindelbach (links), nach Aschau-Grünwald
- Schafelbach (rechts)
- Ebnater Achen (links), bei Frasdorf, 7,7 km und 8,6 km²
- Giebinger Graben (rechts), gegenüber Frasdorf-Wildenwart; ist zuletzt Grenzbach zwischen Bernau am Chiemsee links und Prien am Chiemsee rechts
- Strattener Bach (links), bei Prien-Siggenham über ein kurzes Endstück eines Triebwerkskanals links der Prien
- → Abgang des Mühlbachs (nach rechts), bei Prien-Trautersdorf, der südostwärts zum Chiemsee fließt
- Bahngraben (links), bei Rimsting-Westernach

## Touristik
Entlang der Prien führt der in beiden Richtungen gut ausgeschilderte Prientalradweg. Er ist in einfacher Strecke etwa 28 km lang und führt von Sachrang über Aschau nach Prien zur Mündung in den Chiemsee.  Der Höhenunterschied von Beginn zum Ende beträgt etwa 220 hm, dazu kommen etwa 60–70 hm für Gegenanstiege. Der Weg führt auf Nebenstrecken, einfachen Wegen oder dem Fahrradweg neben der Straße.